# Heterocerus alessandrae
Heterocerus alessandrae là một loài bọ cánh cứng trong họ Heteroceridae. Loài này được Mascagni & Monte miêu tả khoa học đầu tiên năm 2000.